# Ludwig Schätzl
Ludwig H. Schätzl (* 17. Januar 1938 in Ruhpolding, Oberbayern) ist ein deutscher emeritierter Professor für Wirtschaftsgeographie und ehemaliger Präsident der Universität Hannover.

## Leben
Ludwig Schätzl studierte Wirtschaftswissenschaften und Geographie an der Universität München. 1967 promovierte er dort im Rahmen seiner Tätigkeit von 1964 bis 1968 als wissenschaftlicher Assistent am Institut für Wirtschaftsgeographie. Bis 1971 forschte er in Nigeria am Nigerian Institute of Social and Economic Research (NISER). 1973 habilitierte er an der Universität Gießen. Nach einer Professur für Anthropogeographie an der Freien Universität Berlin folgte Schätzl 1978 dem Ruf auf eine Professur für Wirtschaftsgeographie an die Universität Hannover.
Von 1984 bis 1986 war Ludwig Schätzl Vizepräsident für Forschung und Zentrale Einrichtungen der Universität Hannover. Über seine Forschungs- und Lehrtätigkeit hinaus leitete er unter anderem das Niedersächsische Institut für Wirtschaftsforschung, war Mitglied des Wissenschaftlichen Beirats beim Bundesminister für wirtschaftliche Zusammenarbeit und Entwicklung sowie Koordinator des Schwerpunktprogramms „Technologischer Wandel und Regionalentwicklung in Europa“ der Deutschen Forschungsgemeinschaft. Von 1997 bis 2005 war er Präsident der Universität Hannover, sein Nachfolger wurde Erich Barke. Schätzl wurde 2006 emeritiert. Er ist Mitglied der Academia Europaea (1990) und der Braunschweigischen Wissenschaftlichen Gesellschaft.

## Schriften (Auswahl)
- Die Erdölwirtschaft in Nigeria: Eine wirtschaftsgeograph. Sektoralanalyse (Münchner Studien zur Sozial- und Wirtschaftsgeographie; Bd. 2), Lassleben Kallmünz/Regensburg 1967
- Räumliche Industrialisierungsprozesse in Nigeria: industriegeographische Analyse eines tropischen Entwicklungslandes (Gießener geographische Schriften; Heft 31 = Sonderheft 2), Geographisches Institut der Justus-Liebig-Universität, Gießen 1973
- Wirtschaftsgeographie. Teil 1: Theorie (= UTB. Nr. 782). Verlag Ferdinand Schöningh, Paderborn, München, Wien, Zürich 1978, ISBN 3-506-99248-1.
- Wirtschaftsgeographie. Teil 2: Empirie (= UTB. Nr. 1052). Verlag Ferdinand Schöningh, Paderborn, München, Wien, Zürich 1981, ISBN 3-506-99330-5.
- Wirtschaftsgeographie. Teil 3: Politik (= UTB. Nr. 1383). Verlag Ferdinand Schöningh, Paderborn, München, Wien, Zürich 1986, ISBN 3-506-99383-6.